# Giovanni Stroppa
Giovanni Stroppa (Mulazzano, 24 januari 1968) is een voormalig Italiaans voetballer.

## Voetbalcarrière
Stroppa kwam voort uit de jeugdopleiding van AC Milan. Zijn spelervaring deed hij eind jaren 80 op bij Monza, waar Milan destijds een samenwerkingsverband mee had. In 1989 keerde hij terug bij zijn oude club, waar hij onder leiding van Arrigo Sacchi onder andere de Europacup I, twee Europese Supercups en twee Wereldbekers won. Stroppa speelde daarbij echter geen grote rol, alleen in de Wereldbeker van 1990 wist hij zich te onderscheiden. In het duel tegen het Paraguayaanse Olimpia was hij verantwoordelijk voor het derde doelpunt waardoor de finale definitief werd beslist.
In 1991 vertrok hij naar Lazio om twee jaar later naar Foggia te verkassen. Bij Foggia maakte Stroppa indruk en dwong hij ook een oproep voor het Italiaanse elftal af. Na één jaar hield hij het echter voor gezien en keerde hij voor een seizoen terug naar AC Milan.
Vervolgens speelde hij twee seizoenen bij Udinese en twee en een half jaar bij Piacenza voordat hij naar Brescia vertrok in de winter van 2001. Vanaf dat moment nam hij afscheid van de Serie A en kwam hij alleen nog uit in de Serie B of de lagere regionen van het Italiaanse voetbal. Hij speelde nog achtereenvolgens voor Genoa, Alzano, Avellino, Foggia en nam in 2006 afscheid van het voetbal bij Chiari.

## Trainerscarrière
Sinds 2009 is Stroppa opnieuw in dienst bij AC Milan als trainer van de Primavera (het jeugdelftal).

## Erelijst
Met AC Milan:
- Europacup I: 1989/90
- Europese Supercup: 1989, 1990
- Wereldbeker: 1989, 1990
- Supercoppa: 1994